# Senhora da Saúde (Évora)
Senhora da Saúde is een plaats (freguesia) in de Portugese gemeente Évora en telt 9415 inwoners (2001).